# (120348) 2004 TY364
(120348) 2004 TY364とは、太陽系外縁天体であり、Gladman、Marsden、Van Laerhoven（e<0.24）による定義では、キュビワノ族として分類されている。しかし、(120348) 2004 TY364は25度の軌道傾斜角を持っているため、Marc Buieの定義では当てはまらない。また、小惑星センターによる散乱円盤天体としてもリストされていない。2004年10月3日にパロマー天文台でマイケル・ブラウン、チャドウィック・トルヒージョ、デイヴィッド・ラビノウィッツによって発見された。
光度曲線分析は、(120348) 2004 TY364が準惑星ではないことを示唆している。
2014年現在、太陽から39.2天文単位離れた距離にある。